# 7077 Shermanschultz
7077 Shermanschultz eller 1982 VZ är en asteroid i huvudbältet som upptäcktes den 15 november 1982 av den amerikanske astronomen Edward L.G. Bowell vid Anderson Mesa Station. Den är uppkallad efter astronomen Sherman Schultz.
Asteroiden har en diameter på ungefär 14 kilometer och den tillhör asteroidgruppen Themis.